# 28. april
28. april je 118. dan leta (119. v prestopnih letih) v gregorijanskem koledarju. Ostaja še 247 dni.

## Dogodki
- 1001 – prva omemba kraja Solkan, ko Oton III. z darilno listino podari grad Castellum Siliganum in vas Gorica oglejskim patriarhom
- 1789 – upor mornarjev na ladji Bounty
- 1814 – Napoleon zapusti državo in odpotuje v izgnanstvo na otok Elbo
- 1919 – ustanovljeno Društvo narodov
- 1939 – Tretji rajh razveljavi sporazume z Združenim kraljestvom in Poljsko ter zahteva Gdansk
- 1943 – na Pugledu se začne zbor aktivistov Osvobodilne fronte in obravnava dolomitsko izjavo
- 1945 – italijanski partizani ubijejo Benita Mussolinija in njegovo ljubico Claro Petacci
- 1969 – Charles de Gaulle odstopi s položaja francoskega predsednika
- 1982 – Združeno kraljestvo izvede zračno in pomorsko blokado Falklandskih otokov
- 2001 – Dennis Tito kot prvi vesoljski turist poleti proti Mednarodni vesoljski postaji

## Rojstva
- 1442 – Edvard IV., angleški kralj († 1483)
- 1545 – Ji Sun Šin, korejski admiral, nacionalni junak († 1598)
- 1758 – James Monroe, ameriški predsednik († 1831)
- 1774 – Francis Baily, angleški ljubiteljski astronom († 1844)
- 1795 – Charles Sturt, avstralski raziskovalec († 1869)
- 1831 – Peter Guthrie Tait, škotski fizik, matematik († 1901)
- 1846 – Johan Oskar Backlund, švedsko-ruski astronom († 1916)
- 1886 – Erich Salomon, nemški fotograf († 1944)
- 1889 – António de Oliveira Salazar, portugalski politik († 1970)
- 1894 – Jožef Baša Miroslav, slovenski pesnik in novinar na Madžarskem († 1916)
- 1900 – Jan Hendrik Oort, nizozemski astronom († 1992)
- 1902 – Alexandre Kojève, francoski filozof ruskega rodu († 1968)
- 1906 – Kurt Gödel, avstrijsko-ameriški matematik, logik († 1978)
- 1908 – Oskar Schindler, nemški industrialec († 1974)
- 1916 – Ferruccio Lamborghini, italijanski izdelovalec avtomobilov († 1993)
- 1924 – Anton Žajdela, slovenski zdravnik patolog
- 1926 – Harper Lee, ameriška pisateljica († 2016)
- 1928 – Eugene Merle Shoemaker, ameriški astronom in geolog († 1997)
- 1937 – Sadam Husein, iraški diktator († 2006)
- 1953 – Roberto Bolaño, čilski pesnik, pisatelj († 2003)
- 1962 – Branko Jovanović Vunjak – Brendi, slovenski pevec († 2011)
- 1974 – Penélope Cruz, španska igralka
- 1981 – Jessica Alba, ameriška igralka

## Smrti
- 1069 – Magnus II., norveški kralj (* 1048)
- 1192 – Konrad Montferraški, markiz Montferrata, jeruzalemski kralj (* 1146)
- 1197 – Rhys ap Gruffydd, valižanski kralj Deheubartha (* 1132)
- 1227 – Henrik V., nemški plemič, pfalški grof (* 1173)
- 1257 – Šadžar al-Dur, egiptovska sultanka (* okoli 1220)
- 1530 – Niklaus Manuel, švicarski slikar, vojak, pisatelj, državnik (* ok. 1484)
- 1770 – Jeremijaš Šoštarić, hrvaški gradiščanski duhovnik in pisatelj (* 1714)
- 1813 – Mihail Ilarionovič Kutuzov, ruski vojskovodja, maršal, diplomat (* 1745)
- 1853 – Johann Ludwig Tieck, nemški pesnik, pisatelj, kritik (* 1773)
- 1865 – sir Samuel Cunard, britanski trgovec, ladjar (* 1787)
- 1918 – Gavrilo Princip, srbski nacionalistični atentator (* 1894)
- 1934 – Charley Patton, ameriški bluesovski kitarist, pevec (* 1891)
- 1945:
  - Benito Mussolini, italijanski fašistični diktator (* 1883)
  - Roberto Farinacci, italijanski fašistični politik (* 1892)
- 1964 – Alexandre Koyré, francosko-ruski filozof in zgodovinar (* 1892)
- 1973 – Jacques Maritain, francoski filozof (* 1882)
- 1978 – Sardar Mohammed Daoud Khan, afganistanski predsednik (* 1909)
- 1984 – Sylvia Ashton-Warner, novozelandska pedagoginja, pisateljica, pesnica (* 1908)
- 1992 – Francis Bacon, britanski slikar (* 1909)
- 1996 – Branka Sušnik, slovensko-paragvajska antropologinja (* 1920)
- 2007 – Silvo Plut, slovenski morilec (* 1968)

## Prazniki in obredi
28.april pa naj bi bil tudi svetovni dan veterinarjev.